# Rick Krajewski
Rick Chester Krajewski (nacido el 21 de junio de 1991) es un político estadounidense que actualmente se desempeña en la Cámara de Representantes de Pensilvania. Él representa al distrito legislativo 188. Krajewski, miembro del Partido Demócrata y de los Socialistas Democráticos de América, fue elegido por primera vez durante las elecciones de la Cámara de Representantes de Pensilvania de 2020. Él ganó en las primarias contra el demócrata en el poder, Jim Roebuck.
Krajewski se graduó con un título en ingeniería de la Universidad de Pensilvania en 2013. Antes de ser elegido miembro de la Cámara estatal, trabajó como desarrollador de software, y dejó ese trabajo para trabajar a tiempo completo como activista. Krajewski participa activamente en la organización y campañas de campo del grupo activista progresista Reclaim Philadelphia.